# HMS Queen (1902)
O HMS Queen foi um couraçado pré-dreadnought operado pela Marinha Real Britânica e a quarta embarcação da Classe London, depois do HMS London, HMS Bulwark e HMS Venerable, e seguido pelo HMS Prince of Wales. Sua construção começou em meados de março de 1901 no Estaleiro Real de Devonport e foi lançado ao mar março do ano seguinte, sendo comissionado na frota britânica em abril de 1904. Era armado com uma bateria principal composta por quatro canhões de 305 milímetros montados duas torres de artilharia duplas, tinha um deslocamento carregado de mais de quinze mil toneladas e alcançava uma velocidade máxima de dezoito nós (33 quilômetros por hora).
O Queen teve um início de carreira tranquilo e sem grandes incidentes. Começou atuando na Frota do Mediterrâneo, onde permaneceu até retornar para casa em 1908. Pelos anos seguintes serviu na Frota do Atlântico, Frota Doméstica e Segunda Frota. A Primeira Guerra Mundial começou em 1914 e o navio inicialmente patrulhou o Canal da Mancha. Foi transferido em 1915 para o Mar Mediterrâneo a fim de dar apoio para a Campanha de Galípoli e depois para o bloqueio do Mar Adriático. Foi convertido no início de 1917 em um depósito flutuante para dar suporte para a Barragem de Otranto. Voltou para casa em 1919 após o fim da guerra e tirado de serviço, sendo desmontado em 1921.